# Bolums församling
För den historiska församlingen i Kinne härad, se Bolums församling, Kinne härad
Bolums församling var en församling i Skara stift och i Falköpings kommun. Församlingen uppgick 1989 i Broddetorps församling.

## Administrativ historik
Församlingen har medeltida ursprung.
Församlingen utgjorde till 1540 ett eget pastorat för att därefter till 1962 vara annexförsamling i pastoratet Broddetorp, Hornborga, Sätuna och Bolum. Från 1962 till 1989 var den annexförsamling i pastoratet Gudhem, Östra Tunhem, Ugglum, Broddetorp, Hornborga, Sätuna, Bolum och Bjurum. Församlingen uppgick 1989 i Broddetorps församling.

## Kyrkor
Som församlingskyrka användes sedan 1822 Broddetorps kyrka gemensamt med andra församlingar.
Bolums kyrka, en romansk stenkyrka, revs i samband med att Bolums, Broddetorps, Hornborga och Sätuna församlingar 1821 byggde en gemensam kyrka. En berömd skulpterad dopfunt från 1100-talet finns på Statens historiska museum.

## Dopfunten från Bolum
Observera att det förekommer sammanblandning (i Riksantikvarieämbetets äldre dokumentation) med dopfunten från Kinne-Bolum, nära Fullösa kyrka, numera inom Götene kommun. 

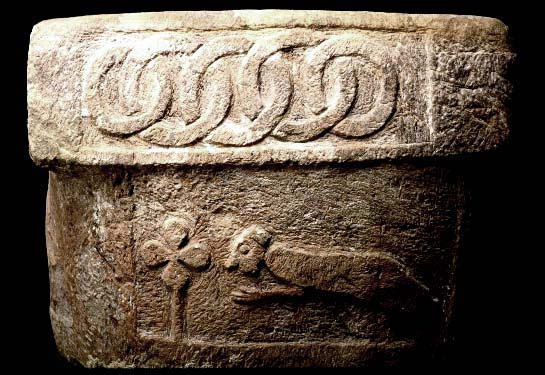
Ringkedja
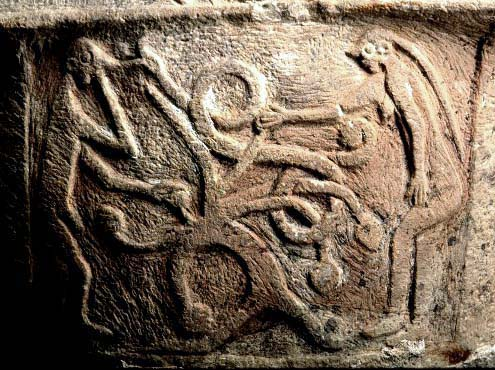
Syndafallet
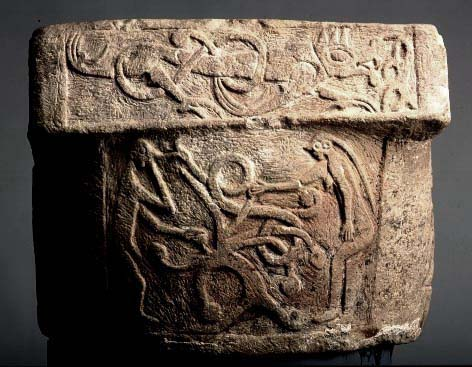
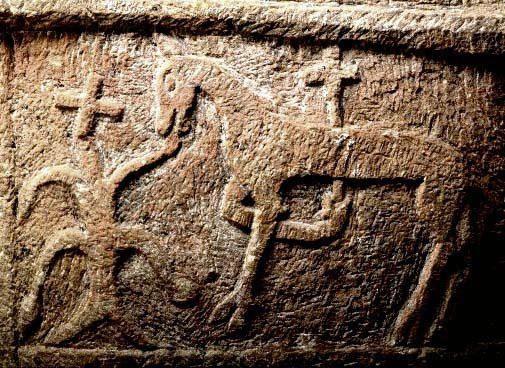
Livsträd? och Agnus Dei
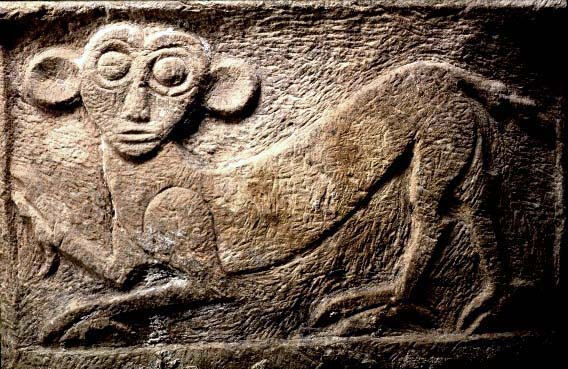
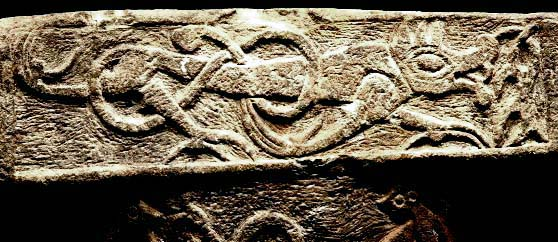
Drake
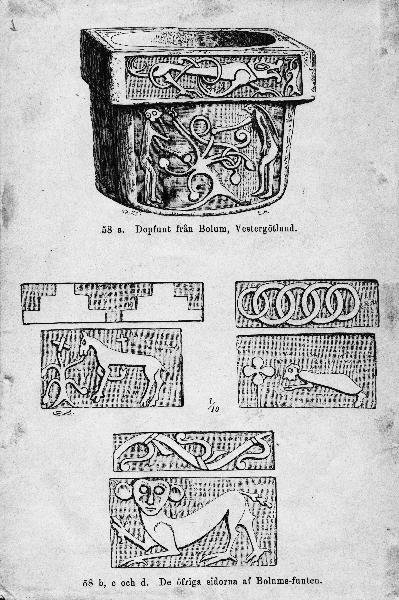
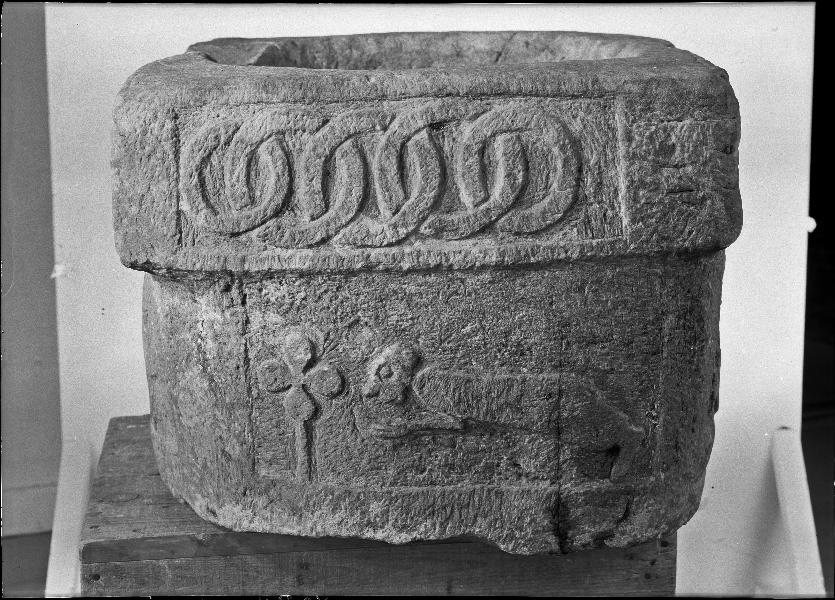
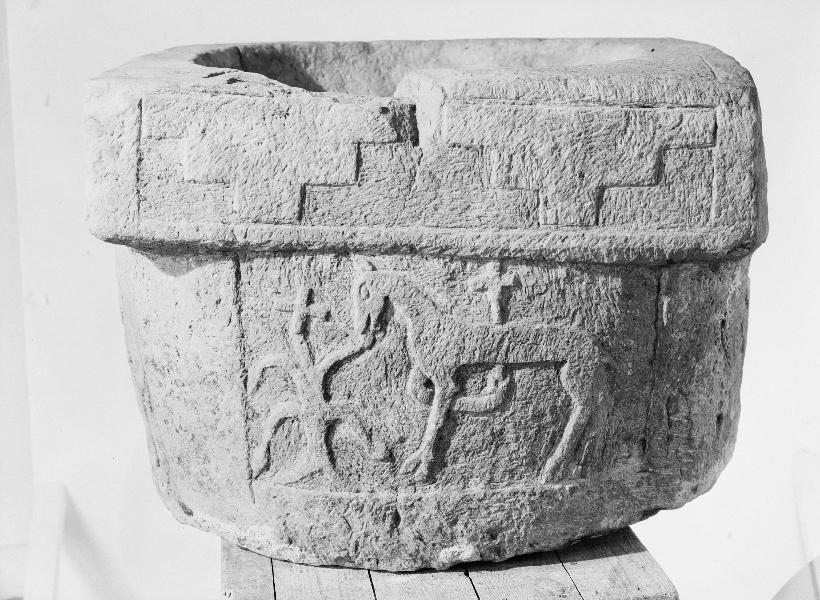